# Человек без имени (персонаж)
Человек без имени (итал. Uomo senza nome) — персонаж Клинта Иствуда, главный герой «Долларовой трилогии» Серджио Леоне, состоящей из спагетти-вестернов «За пригоршню долларов» (1964), «На несколько долларов больше» (1965) и «Хороший, плохой, злой» (1966). Персонаж стал узнаваем благодаря своему культовому пончо, коричневой шляпе, ковбойским сапогам, привычке курить сигариллы и молчаливости. В первом фильме персонажа зовут Джо, но он никогда не называет своего имени, даже когда его спрашивают, а другие персонажи дают ему клички. Когда Клинт Иствуд получил премию Американского института кинематографии имени Ирвинга Тальберга в 1996 году, Джим Керри произнёс вступительную речь и сказал: «У Человека без имени нет имени, поэтому мы могли бы вписать своё». В 2008 году журнал Empire выбрал «Человека без имени» в качестве 43-го величайшего кинематографического персонажа всех времён. Популярность персонажа вызвала серию побочных книг, названных серией «Доллары» из-за общей тематики в их названиях.

## Концепция и создание
«За пригоршню долларов» был непосредственно адаптирован с фильма Акиры Куросавы «Телохранитель». В результате судебного иска за нарушение авторских прав создатели неофициального ремейка были вынуждены выплатить Куросаве 100 000 долларов и 15 % от сборов от проката фильма, а также уступить права на прокат в Японии, Южной Корее и на Тайване. Герой Иствуда имел явное сходство с персонажем Тосиро Мифунэ: тихие, грубые, эксцентричные незнакомцы с сильным, но неортодоксальным чувством справедливости и необыкновенным мастерством использования определённого оружия (в случае с Мифунэ — катана, а с Иствудом — револьвер и винтовка).
Как и западный персонаж Иствуда, Мифунэ играет героя без имени. У японского аналога был псевдоним Сандзюро Кувабатаке (что означает «тридцатилетнее поле шелковицы»), ссылка на его возраст. Руки Человека Без Имени редко попадают в поле зрения зрителя, как и руки персонажа Мифунэ — тот обычно прячет руки под кимоно, оставляя рукава пустыми. Иствуд видел фильм Куросавы и был под впечатлением от персонажа. Во время съёмок он не подражал исполнению Мифунэ сверх того, что было в сценарии. Он также настаивал на том, чтобы убрать некоторые диалоги в оригинальном сценарии, делая персонажа более молчаливым и загадочным. По мере развития трилогии персонаж становился стойким и менее разговорчивым.

## Имена или прозвища
- В «Пригоршне долларов» гробовщик Пириперо называет его Джо, и в титрах роль Иствуда обозначена как «Джо».
- В «На несколько долларов больше» его называют Манко (по-испански «однорукий»; в оригинальной версии на итальянском языке — «иль монко», диалектное выражение, также означающее «однорукий»), потому что он всё делает левой рукой.
- В «Хорошем, плохом, злом» Туко называет его Блондинчиком («il Biondo», что по-итальянски означает «белокурый») за его светлые волосы. Он также «Хороший» («il Buono», гласит титр на стоп-кадре в начале и конце), в отличие от остальных двух геров, Плохого (Ангельские Глазки) и Злого (Туко).
- В серии книг «Доллары» он также известен как «Охотник за головами», «Мистер Внезапная Смерть», «Безымянный» и «Сеньор Нингуно» («Господин Никто»).

## В популярной культуре
- Телевизионный фильм 1998 года «Доллар за мертвеца» рекламировался как «дань уважения Сержио Леоне». Эмилио Эстевес играет роль безымянного стрелка, похожего на героя Иствуда.
- Боба Фетт, антагонист из «Звёздных войн» Джорджа Лукаса, был основан на «Человеке без имени», по словам актёра, который его изобразил, Джереми Буллока, от его манер до его зелёно-белых доспехов того же цвета, как и пончо.
- Во второй части трилогии «Назад в будущее» (1985 — 1990) Бифф Таннен восторженно смотрит концовку «За пригоршню долларов». А в третьей части Марти Макфлай, попав в 1885 год, представляется Клинтом Иствудом. Во время перестрелки с «Бешеным псом» Танненом он повторяет приём стрелка Джо, спрятав железную пластину (в данном случае дверцу от печки) под пончо.
- Американский писатель Стивен Кинг под вдохновением от «Властелина колец» и фильмов Сержио Леоне написал цикл романов «Тёмная башня» в жанре фэнтезийного вестерна, а Роланд Дискейн создавался под впечатлением от героя Иствуда.
- В мультфильме «Ранго» несколько раз упоминается персонаж под названием «Дух Запада», своего рода мифическая фигура среди жителей города Дирт, который представляется пожилой версией Иствуда; его также именуют Человеком без имени.
- Эпизод мультсериала «Новые приключения Винни-Пуха» под названием «Хороший, плохой и тигр»: Тигр объявляет себя «Тигром без имени».
- Сын Иствуда, Скотт, который поразительно похож на своего отца, оделся как персонаж своего отца на благотворительном вечере во время Хэллоуина в 2016 году «Хорошие, плохие и злые».
- Флинт Кустарник, охотник за головами, нанятый Герцогом Иторном из 3-го эпизода «На несколько соверенов больше» (For a Few Sovereigns More) 2-го сезона мультсериала «Приключения медведей Гамми» — пародия на «Человека без имени» и Клинта Иствуда.